# 錫赫豪斯巴赫河 (錫克斯巴赫河支流)
49°42′08″N 10°15′09″E / 49.70220°N 10.25247°E

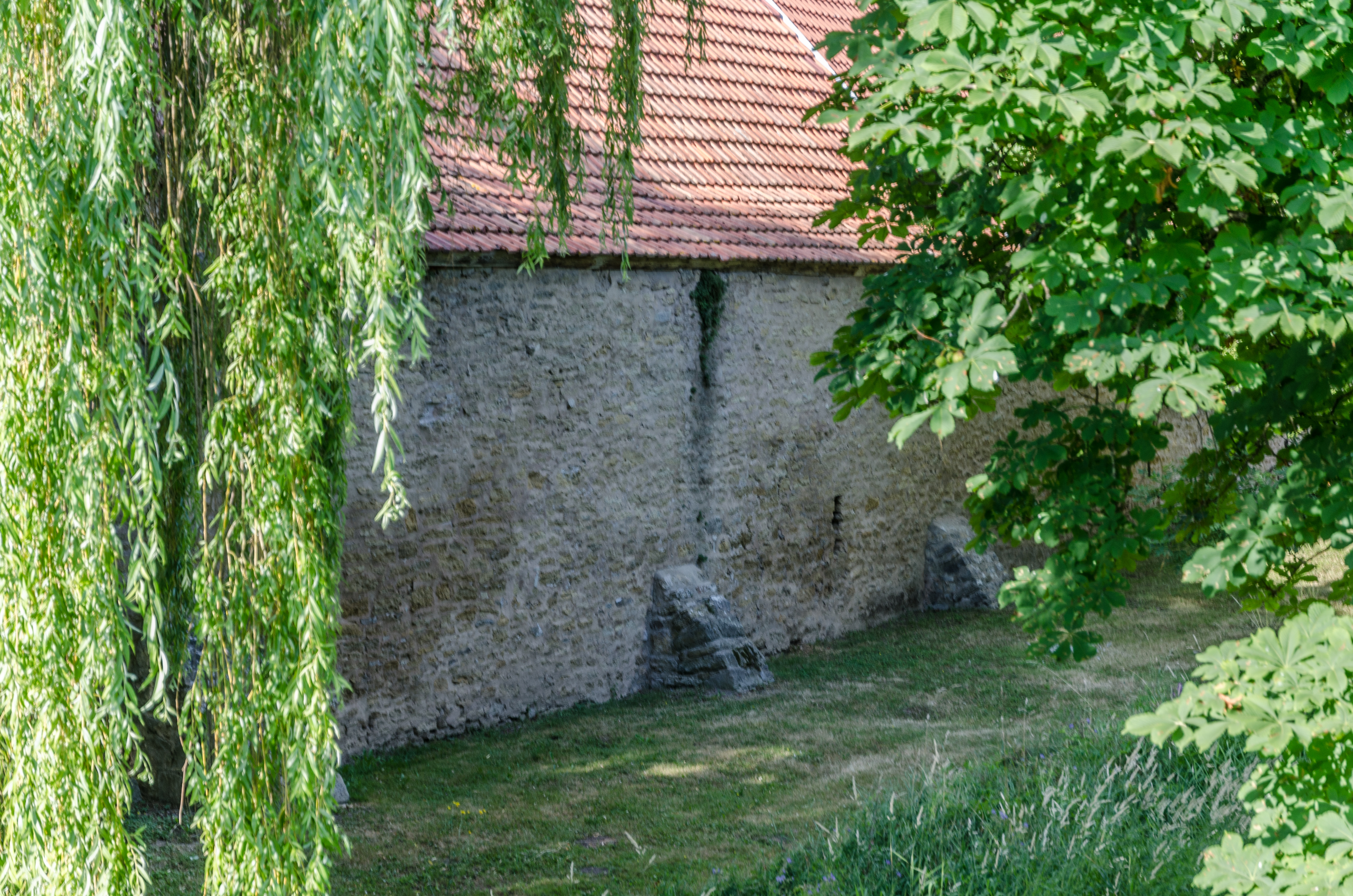

錫赫豪斯巴赫河是德國的河流，位於該國東南部，由巴伐利亞負責管轄，屬於錫克斯巴赫河的左支流，河道全長3.4公里，流域面積5.6平方公里。